# Viocourt
Viocourt là một xã ở tỉnh Vosges, vùng Grand Est, Pháp. Xã này có diện tích 4,75 km² dân số năm 1999 là 115 người. 

## Hành chính
| Danh sách các xã trưởng                |              |                |      |         |
| Giai đoạn                              | Giai đoạn    | Tên            | Đảng | Tư cách |
|                                        | tháng 3 2001 | Gérard Humblot |      |         |
| Tất cả các dữ liệu trước đây không rõ. |              |                |      |         |

## Biến động dân số
| 1962                                         | 1968 | 1975 | 1982 | 1990 | 1999 |
| -------------------------------------------- | ---- | ---- | ---- | ---- | ---- |
| 138                                          | 156  | 162  | 150  | 134  | 115  |
| Số liệu từ năm 1962: Dân số không tính trùng |      |      |      |      |      |